# 荫士安
荫士安（1955年—），中国疾病预防控制中心营养与食品安全所研究员。
荫士安担任中国预防医学科学院营养与食品卫生研究所助理研究员、副研究员、研究员。先后承担国家“七五”攻关项目、国家自然科学基金课题。1998年获得国务院政府特殊津贴。他也是2012年黄金大米事件的试验项目的负责人之一，这个项目经绿色和平组织曝光，其涉及隐瞒家长与学生而进行转基因大米儿童人体试验而臭名昭著。随后他的妇幼营养室主任职务被撤销、技术职称降级、三年内不得主持科研工作，取消其博士生导师资格。